# دوري بونير لكرة القدم 2017–18
دوري بونير لكرة القدم 2017–18 هو موسم من دوري بونير لكرة القدم. فاز فيه SV Real Rincon ‏.